# Sergio Llull
Sergio Llull Melià, född 15 november 1987 på Balearerna, är en spansk basketspelare. Han var med och tog OS-silver vid OS 2012 i London.

## Lag
- Bàsquet Manresa (2005–2007)
  - → Finques Olesa (2005–2006)
- Real Madrid (2007–)